# MGM Grand
MGM Grand Las Vegas — готельно-розважальний комплекс на Лас-Вегас-Стрип у Парадайзі в Лас-Вегасі. Належить готельній мережі MGM Resorts International, що була заснована Кірком Керкоряном, власником кіностудії MGM.
Комплекс відкрився 18 грудня 1993 як найбільший готель США. Висота головної будівлі сягає 89 метрів (30 поверхів). Біля входу відвідувачів зустрічає фірмовий лев MGM. Всередині є вольєр з левом.
Крім самого готеля, в комплекс входять казино розміром 16000 м², виставочний центр розміром 35000 м², стадіон MGM Grand Garden Arena, телестудія, нічний клуб «Студія 54», комедійний клуб Brad Garrett's Comedy Club, 16 ресторанів. Вміщує 12 000 глядачів.

## Історія

### Готель Marina and Casino (1975–1990)
Власність спочатку була місцем мотеля гольф-клубу протягом 1960-х років. У 1972 році Том Віснер був співзасновником компанії з розвитку цінних паперів на південно-західні цінні папери, а згодом заснував інвестиційну компанію Wiesner. У листопаді 1973 року Південно-Західні цінні папери планували готель Airport Marina, який буде побудований на місці 170-кімнатного мотелю для гольф-клубу, який знаходився біля аеропорту. Південно-західні цінні папери планували оновити структуру мотелю та додати 14-поверхове доповнення з 518 кімнатами. Компанія Fred Harvey буде виконувати функції оператора готелю, його ресторанів та інших районів курорту. Фред Харві раніше відкрив готелі в інших частинах Сполучених Штатів під назвою аеропорту Марина. Південно-Західні цінні папери також планували побудувати казино 28 400 кв. Футів (2640 м2), яке діяло б окремо від Фреда Гарві.